# Білий Камінь (пам'ятка природи)
Бі́лий Ка́мінь — геологічна пам'ятка природи місцевого значення в Україні. Розташована в межах Надвірнянського району Івано-Франківської області, на північний захід від Дори — північної частини міста Яремче.
Площа 0,5 га. Статус надано згідно з рішенням обласної ради від 15.07.1993 року. Перебуває у віданні ДП «Надвірнянський лісгосп» (Дорівське л-во, кв. 12, вид. 2).
Створений для охорони унікального природного комплексу: групи мальовничих скель в оточенні смереково-ялицевого лісу, що неподалік від вершини гори Пірс-Дора. Об'єкт туризму.

## Галерея

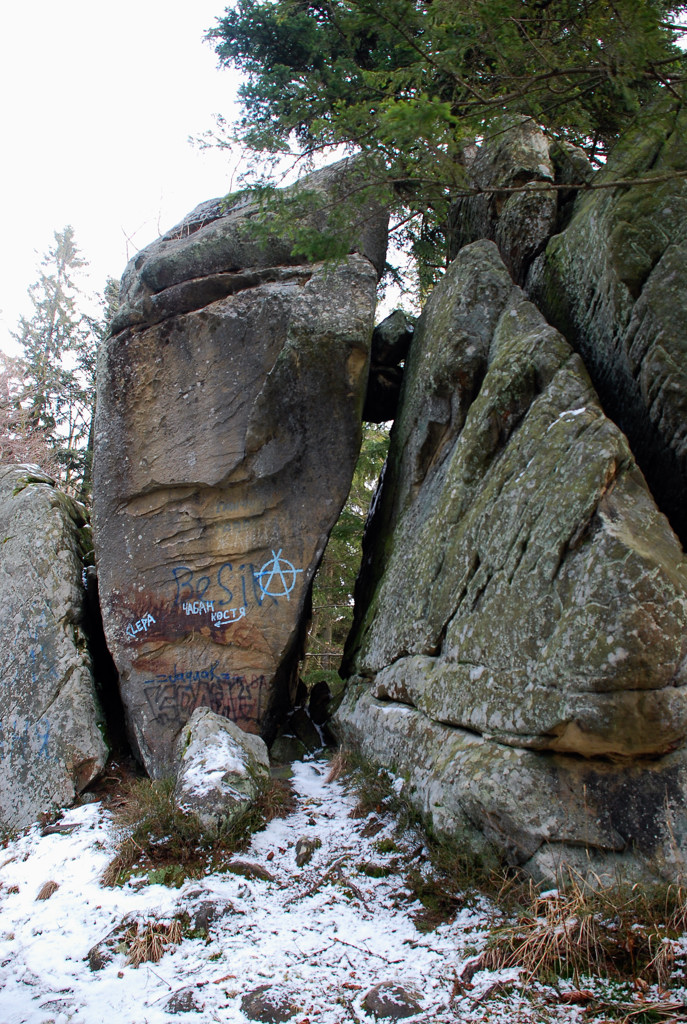
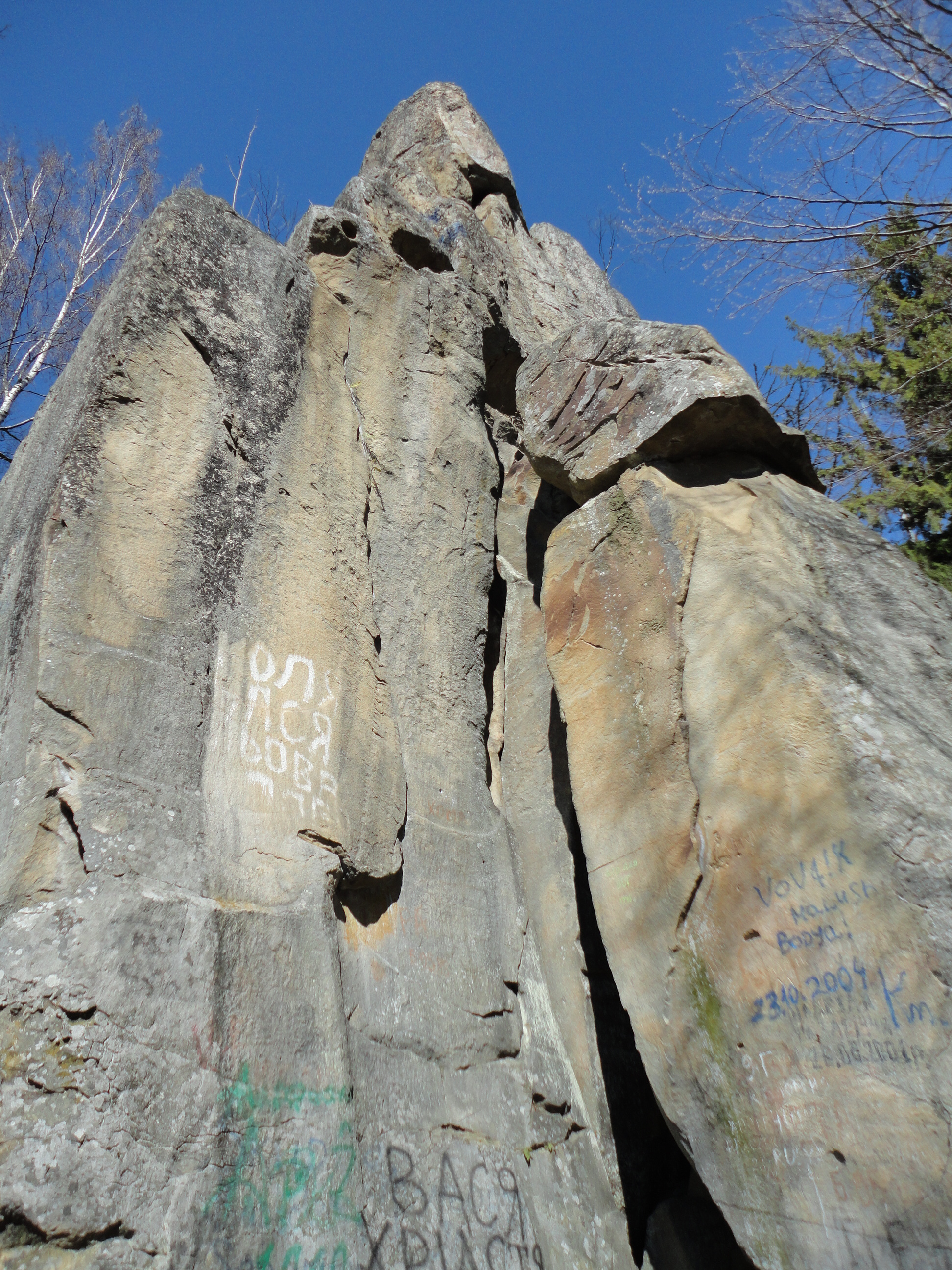
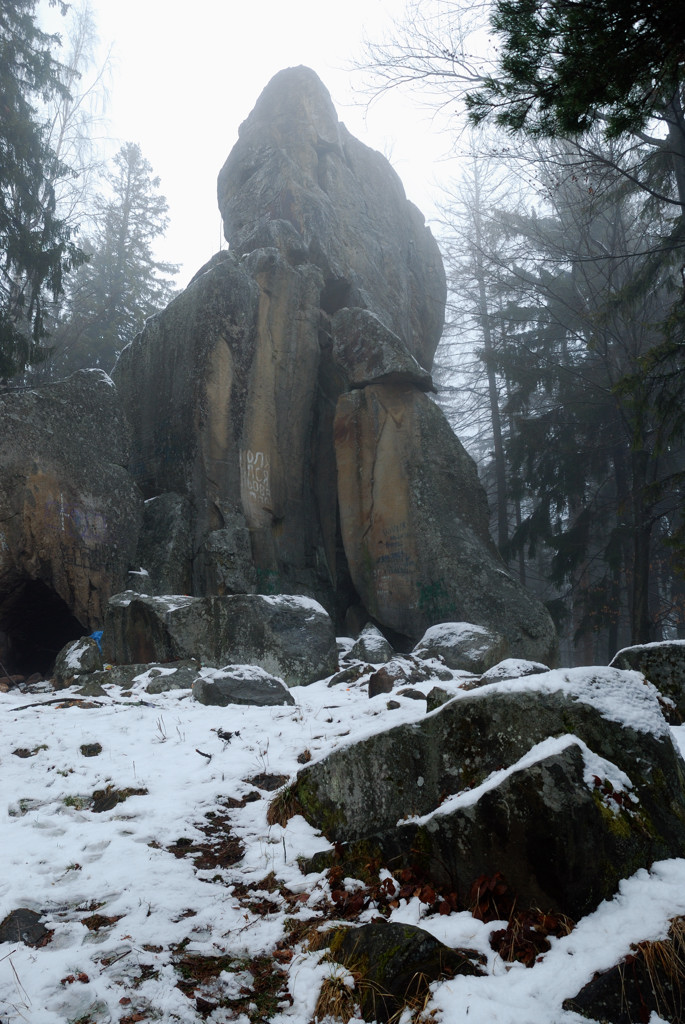
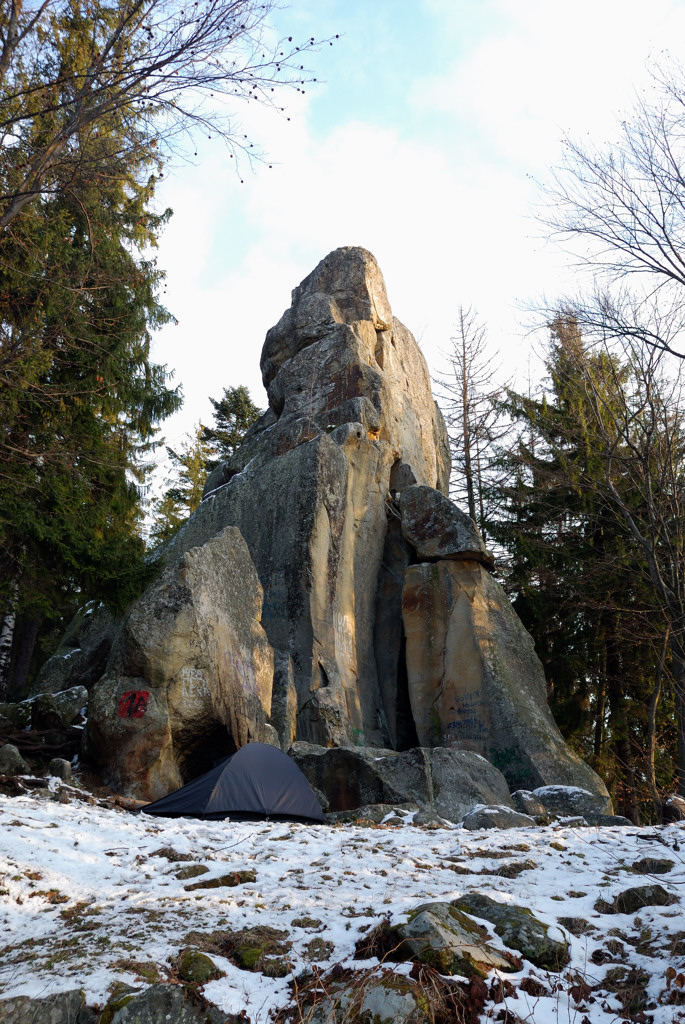
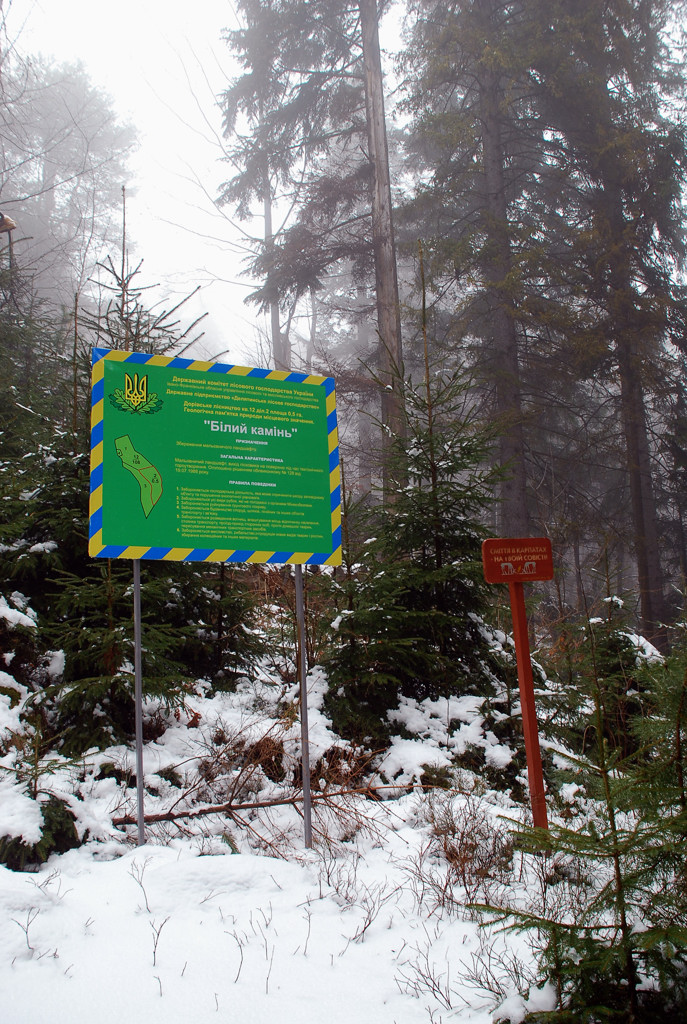